# Путепроводная (платформа)
Путепрово́дная — железнодорожная платформа на однопутной линии Решетниково — Конаково ГРЭС. Расположена на территории Конаковского района Тверской области, названа по расположению около путепровода через Ленинградского шоссе (М10), в 112 км от Москвы и в 29 км от Конаково.
Платформа была открыта в 1937 году на ведомственной железнодорожной ветке Решетниково — Конаково под названием Переезд. В 1963 году передана МПС, электрифицирована в 1966 году в составе того же участка. При замене переезда на путепровод переименована в Путепроводную.
На платформе останавливаются «прямые» электропоезда сообщением Москва — Конаково ГРЭС. Одна пара экспрессов в сутки проходит платформу без остановки.
Оборудована высокой береговой платформой длиной 270 метров. Турникетов нет.
Непосредственно у платформы расположен магазин «Завидово-2». Ближайшая автобусная остановка находится в 500 м к юго-западу, за рекой Дойбица.